# Camaiot
El camallot (pronunciado camaiot en Mallorca e Ibiza y camot en Menorca), llamado cuixot en la ciudad menorquina de Ciudadela, recibe el nombre de varia negra en Sóller, Pollensa y otros lugares de Mallorca. Es uno de los embutidos más característicos de las Islas Baleares, los cuales constituían hasta no hace muchas décadas la base de la alimentación de los habitantes de las zonas rurales.
Se elabora con carne magra picada y carne sanguinosa de cerdo mezclada con especias (pimienta negra, pimentón, anís) y sal. Una vez mezclados todos los ingredientes, se pone el relleno dentro de la piel de la pierna y muslo del cerdo, se cosen a mano los bordes y se cuece largamente en un caldero. A continuación, se cuelga y se deja secar.
Los embutidos se elaboran principalmente en invierno, a las matanzas, aprovechando el frío, que favorece la conservación de la carne. El objetivo es que los embutidos lleguen hasta la siguiente matanza o, al menos, hasta la vendimia. Actualmente las matanzas (porquejades) son una tradición familiar que se mantiene, pero la producción de sobrasada —no así del camallot— se ha industrializado y se realiza a lo largo de todo el año.
El camallot, junto con la más conocida sobrasada, el salchichón y la butifarra negra o blanca, se come crudo —los ingredientes ya han cocido durante la elaboración—, cortado en rodajas muy delgadas.
- Datos: Q16540658